# Филиппов, Александр Васильевич
Александр Васильевич Филиппов (1918—1975) — Гвардии сержант Рабоче-крестьянской Красной Армии, участник Великой Отечественной войны, Герой Советского Союза (1943).

## Биография
Александр Филиппов родился 10 января 1918 года в селе Хохлово (ныне не существует, находилось на территории современного Арзамасского района Нижегородской области). После окончания четырёх классов школы работал в колхозе. В августе 1938 года Филиппов был призван на службу в Рабоче-крестьянскую Красную Армию. С июля 1942 года — на фронтах Великой Отечественной войны.
К сентябрю 1943 года гвардии сержант Александр Филиппов был наводчиком орудия 158-го гвардейского артиллерийского полка (78-й гвардейской стрелковой дивизии, 25-го гвардейского стрелкового корпуса, 7-й гвардейской армии, Степного фронта). Отличился во время битвы за Днепр. 27 сентября 1943 года расчёт Филиппова переправился через Днепр на остров Глинск-Бородаевский в районе села Домоткань Верхнеднепровского района Днепропетровской области Украинской ССР, а затем переправился на плацдарм на западном берегу. Огнём своего орудия он нанёс противнику большие потери, трижды атаковал наступающую пехоту с фланга, уничтожив более взвода немецких солдат, не покидая своего поста даже под авианалётами и артобстрелами.
Указом Президиума Верховного Совета СССР от 26 октября 1943 года за «мужество и героизм, проявленные при форсировании Днепра и в боях по удержанию и расширению плацдарма», гвардии сержант Александр Филиппов был удостоен высокого звания Героя Советского Союза с вручением ордена Ленина и медали «Золотая Звезда» за номером 4287.
В последующих боях Филиппов был два раза ранен. В октябре 1945 года он был демобилизован. Проживал и работал сначала на родине, затем переехал в город Бор. Умер 18 октября 1975 года, похоронен на Липовском кладбище Бора.
Был также награждён орденом Красной Звезды и рядом медалей.
В честь Филиппова названа улица на Бору.
В городе Арзамасе у Вечного огня установлен бронзовый бюст Александра Васильевича Филиппова.